# サクラ・ヒロ
サクラ・ヒロ（1979年 - ）は、日本の小説家。大阪府出身。
第33回太宰治賞受賞（2017年）。

## 経歴
大阪府出身。立命館大学文学部卒業。IT企業で勤務後、フリーライターとして活動。
2016年、『星と飴玉』で第32回太宰治賞の最終候補に選出される。
2017年、『タンゴ・イン・ザ・ダーク』で、第33回太宰治賞を受賞しデビュー。

## 単行本
- 『タンゴ・イン・ザ・ダーク』（筑摩書房、2017年11月）
  - 「タンゴ・イン・ザ・ダーク」
  - 「火野の優雅なる一日」